# Fireball Ministry
Fireball Ministry est un groupe américain de stoner rock et heavy metal, originaire de Los Angeles, en Californie.

## Historique
Formé en 1997 par James A. Rota II et Emily Burton, le groupe se délocalise à New York avant de partir pour Los Angeles et la Californie. Après être apparu au côté de différents grands noms tels que Danzig, Anthrax, Motörhead ou Slayer, le groupe ne parvient pas encore à atteindre la médiatisation. En 1999, le groupe sort finalement son premier album Où Est la Rock. Malgré de bonnes critiques, le groupe ne réussit pas à sortir de l'anonymat.
En décembre 2002, le groupe commence à travailler sur son deuxième album. Le 12 juin 2003, la signature du groupe au label Nuclear Blast Records est annoncée. L'album, The Second Great Awakening, est publié en 2003, et ce n'est qu'à partir de celui-ci que le groupe se popularise significativement ; la chanson King est choisie pour apparaître dans l'émission Viva La Bam, animée par Bam Margera, et le groupe tourne avec le groupe CKY. Enfin, la chanson Broken est présente dans le jeu vidéo WWE SmackDown! vs. Raw 2006, publié en 2005 sur PlayStation 2. Toujours en 2005, le groupe publie son troisième album studio, Their Rock Is Not Our Rock au label Liquor and Poker.
Au fil du temps, le groupe compte quatre différents bassistes à commencer par Helen Storer, participant à l'album Où Est la Rock?, qui sera remplacé par le bassiste du groupe Fu Manchu Brad Davis sur l'album FMEP, qui sera lui-même remplacé par l'ancien bassiste de L7 Janis Tanaka sur The Second Great Awakening. L'ancien membre de Systematic (en), Johny Chow, remplace ensuite Tanaka sur l'album Their Rock Is Not Our Rock, enregistré au studio 606 West et produit par Nick Raskulinecz. En mars 2007, le batteur Jess Margera de CKY annonce avoir monté un projet musical parallèle avec Jim Rota de Fireball Ministry, et le chanteur Neil Fallon de Clutch. En mai 2007, James Rota annonce l'écriture d'un nouvel album du groupe.
En janvier 2010, Fireball Ministry annonce la sortie de son quatrième album homonyme, prévu pour le 16 mars au label Restricted Release. Produit par Andrew Alekel (Queens of the Stone Age, Foo Fighters), l'album est enregistré au studio Grandmaster à Hollywood. En novembre 2010, le groupe annonce la sortie de l'album en format vinyle blanc.

## Membres

### Membres actuels
- John Oreshnick – batterie[1]
- Emily Burton – guitare (depuis 1997)[1]
- Reverend James A. Rota II – guitare, chant (depuis 1997)[1]
- Scott Reeder – basse (depuis 2014)[1]

### Anciens membres
- Hellen Storer – basse (1999-2001)[1]
- Brad Davis – basse (2001-2002)[1]
- Janis Tanaka – basse (2002-2004)[1]
- Johny Chow – basse (2005-?)[1]
- Yael – batterie (2006)[1]

## Discographie
- 1999 : Où Est la Rock?
- 2001 : FMEP
- 2003 : The Second Great Awakening
- 2005 : Their Rock Is Not Our Rock
- 2010 : Fireball Ministry